# Baidu Cloud
Baidu cloud (o también Baidu Web Drive en chino: 百度 云; pinyin: Bǎidù Wǎngpán) es un servicio de software en la nube suministrado por la empresa china Baidu Inc. con sede central en Pekín. Baidu Web Drive ofrece un servicio de almacenamiento de archivos o servicio de alojamiento de archivos, manejo o gestión de ficheros, compartíamos de recursos e integración con software de terceras partes. Baidu Web Drive fue creado el 23 de marzo de 2012 y se cambió de nombre a Baidu Cloud el 3 de septiembre de 2012.

## Cronología
- Marzo de 2012: lanzamiento del servicio Baidu Web Drive.
- Finales de 2012: cambio de nombre a Baidu Cloud.
- Noviembre de 2012: colaboración con Qualcomm.

## Características
- Manejo de archivos: soporta previsualización de fotos, música y vídeos sin tener que descargar. Los vídeos se pueden visualizar en el navegador. Multiplataforma. Sistema de sincronización de archivos.
- Compartición de recursos: búsquedas con motor de búsqueda propio.
- Integración con software de terceras empresas: mediante un entorno para desarrolladores de software.